# Antonio Canova
Antonio Canova (Possagno, Vèneto, 1 de novembre de 1757 - Venècia, 13 d'octubre de 1822) va ser un escultor venecià. És considerat com el màxim exponent del Neoclassicisme italià, i per això ha rebut el sobrenom de el nou Fídies. També se'l considera l'últim gran artista de l'escultura italiana.
Va ser sobretot el cantor de la bellesa ideal femenina, exempta d'afectació: basta a tal propòsit recordar les obres inspirades per les tres Gràcies i per Hebe, del Museu de Forlì, o també algunes de les seues obres mestres, com ara la Venus sortint del bany, La Venus Itàlica i l'estàtua dedicada a Paulina Borghese. El seu art i el seu geni van exercir una gran i decisiva influència en l'escultura de la seua època.
Va iniciar joveníssim el mateix aprenentatge, desenvolupant-lo exclusivament a la ciutat de Venècia, situada a prop de 80 km de la seua localitat natal, Possagno. A Venècia va començar a esculpir les seues primeres obres. L'ambient venecià va ser per al jove Canova el de la seua formació. Hi va absorbir, especialment durant el seu primer període de producció artística, la influència de l'escultor del segle xvii Gian Lorenzo Bernini, indiscutit mestre de l'estil barroc.
Als vint-i-dos anys es va traslladar a Roma, on va trobar la manera d'identificar i conèixer els principals protagonistes de l'art neoclàssic, inserint-se amb aquests en el clima de capital de la cultura del qual gaudia la ciutat capitolina al segle xviii. Després de la seua mort, i durant tot el segle xix, els crítics van estar d'acord en el fet que, amb Canova, Itàlia va gaudir d'un paper principal en el panorama escultòric europeu, com mai no ho havia fet.

## Infantesa i adolescència
A l'edat de quatre anys, Canova es va quedar orfe de pare. La mare, que s'anomenava Angela Zardo, després de no gaire temps, va contraure un nou matrimoni amb un home anomenat Francesco Sartori i immediatament després es va traslladar a la propera localitat de Crespano del Grappa.
Antonio va romandre a Possagno amb l'avi, Pasino Canova, picapedrer i també escultor local de discreta fama. Aquest, havent-se adonat de la vocació per l'art i l'escultura del seu net, va procurar formar-lo i guiar-lo en les seues primeres passes.
La sensibilitat d'Antonio Canova va impregnar-se d'aquests coneixements molt profundament, tant com per a quedar-ne marcat durant tota la seua vida.
Ja des d'infant, Canova va demostrar posseir una predisposició per l'escultura, modelant, amb l'argila de Possagno, petites, però bellíssimes obres.
Hi ha un famós episodi que narra, com sent encara un jove artista, amb sis o set anys, durant un refinat sopar de nobles personalitats venecianes a la vil·la d'Asolo del senador Giovanni Falier, va suscitar una enorme impressió entre els convidats esculpint en la mantega, en breu temps però amb gran mestria i destresa, la figura d'un lleó.
L'amo de la casa, intuint les grans possibilitats i el gran talent del jove, es va interessar personalment pel seu futur, proporcionant-li els estudis i una idònia formació professional.
Amb onze anys, Canova començà a treballar a Pagnano d'Asolo, a l'estudi d'escultura de Giuseppe Bernardi Torretti, no molt lluny de Possagno. Certament va ser l'ambient que hi va viure i els ensenyament que hi va rebre els factors que van determinar el creixement artístic del petit Tonin. Amb l'ajut dels seus mestres, els Torretti, Canova va trobar la manera de ser introduït al prestigiós món venecià, ja ric d'esdeveniments artístics i culturals, però encara sota la influència de l'estil Rococó.
A la ciutat de Venècia va aprofundir i estudiar el dibuix, freqüentant l'escola de nu de l'Acadèmia, on va practicar trobant inspiració en les còpies en guix de la Galeria de Filippo Farsetti.

## La galeria d'art
L'any 1775, amb divuit anys i a la recerca de nous estímuls i de noves experiències, va deixar l'estudi dels Torretti i va obrir-ne un de propi; una galeria d'art amb la qual va començar el seu ascens artístic que acabaria fent-lo famós, primer a Venècia, al Vèneto i a Llombardia, i després, a poc a poc, arreu d'Europa. Les primeres obres que va produir van ser: Orfeu i Eurídice (1776) i Dèdal i Ícar (1779), per comanda del procurador Pietro Vittor Pisani.
Deixant a banda la influència de l'escultura del set-cents, es va inspirar al classicisme grec, però sense caure mai en la imitació.

## El trasllat a Roma

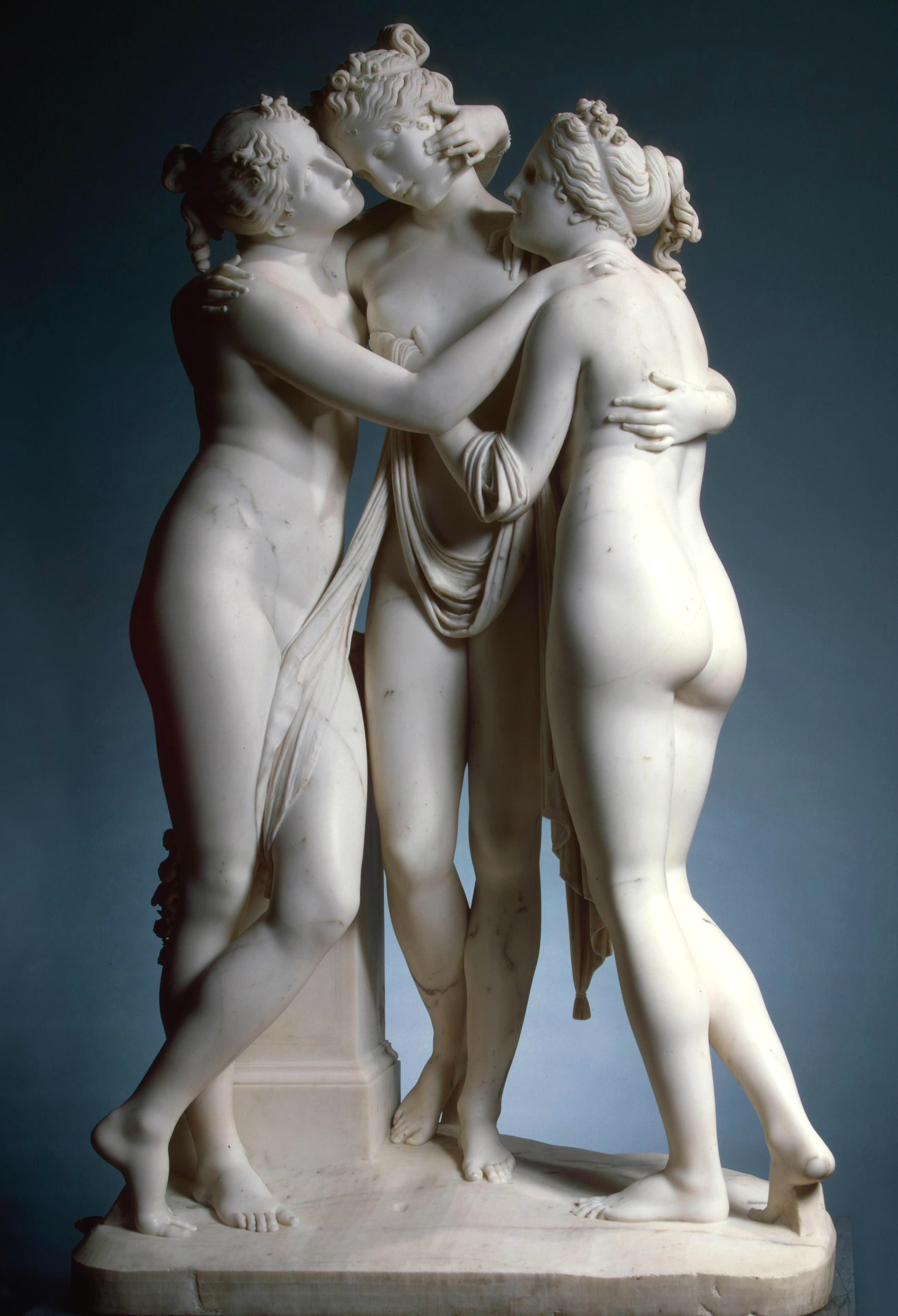
Les tres Gràcies

L'any 1779, després d'haver exposat el Dèdal i Ícar a la fira de la Sensa a la piazza San Marco de Venècia, i d'haver-ne obtingut càlids i amplis reconeixements, decidí traslladar-se a Roma, el que va fer el 9 d'octubre d'aquell mateix any.
A Roma va estudiar les estàtues antigues i va freqüentar l'escola de nu de l'Accademia di Francia i dels Museus Capitolins, on va poder conèixer els principals protagonistes de l'art neoclàssic i fer pròpies les teories artístiques de "noble simplicitat" i "tranquil·la grandesa" de Johann Joachim Winckelmann. Li va resultar fàcil inserir-se en el clima de capital de la cultura del qual va gaudir Roma en el segle xviii, reeixint també a créixer com artista, exercint-hi durant un llarg temps la seua activitat. Va ser precisament a Roma, on va iniciar-se el reconeixement al seu geni i al seu talent, que després li va procurar l'èxit i la fama mundials.
A Roma es va allotjar al Palazzo Venezia i va ser hoste de l'ambaixador venecià Girolamo Zulian, apassionat de l'art i gran mecenes d'artistes, particularment dels venecians; l'arquitecte Giannantonio Selva, Francesco Piranesi, el pintor Pier Antonio Novelli, Giacomo Quarenghi, Raffaello Morghen i Giovanni Volpato.
L'amic Zulian li va fer les primeres comandes i, personalment, li va encarregar l'estàtua de Teseu sobre el Minotaure (1781) i la de Psique (1793), que mostren com l'artista es va esforçar a crear formes en les que s'encarnara l'ideal neoclàssic de bellesa, eliminant torsions, drapats i tots aquells elements excessius típics de l'art barroc, obtenint-hi una forma pura, capaç de transmetre sentiment i acció, però amb una "tranquil·la grandesa".
Durant l'estada romana va conèixer la filla del gravador Giovanni Volpato, Domenica Volpato, iniciant amb ella una amistat i una relació difícil i molt problemàtica. A Roma, Canova va aconseguir les seues obres més belles: Eros i Psique, Les tres Gràcies i moltes més.

## Pintura

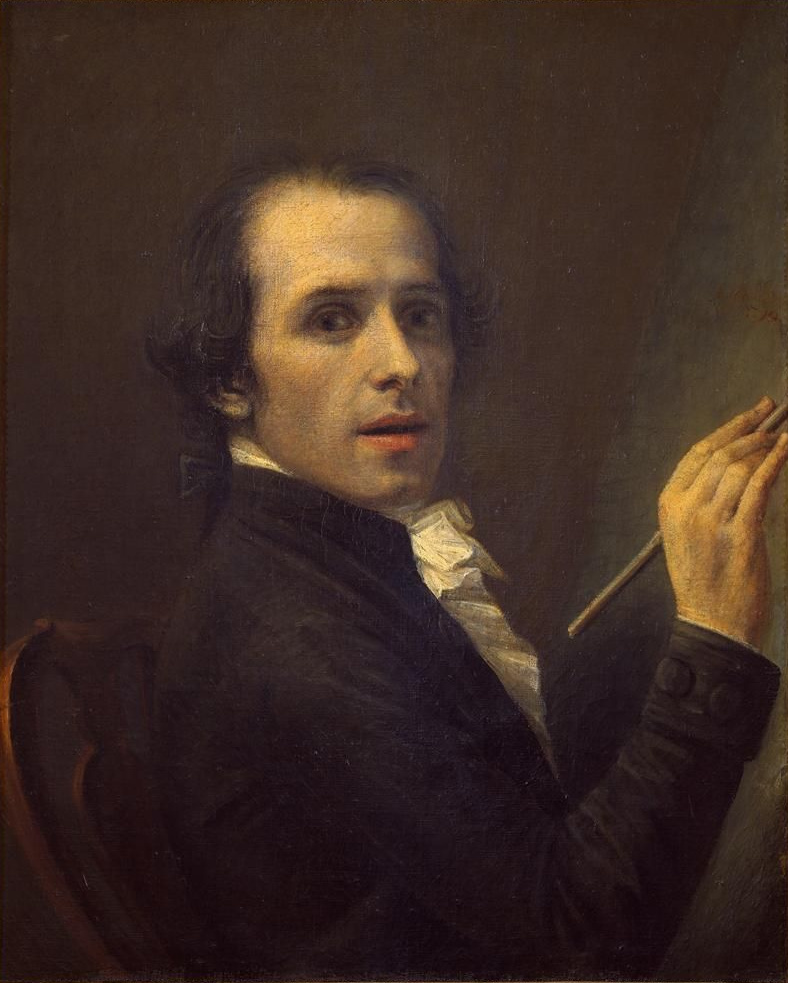
Autoretrat, 1792

Antonio Canova també va practicar la pintura, però en aquest camp artístic no va destacar, produint obres que no podien ser comparades amb l'esplendor i magnificència de les seues escultures; així, com a pintor no va ser mai considerat un artista de primer nivell.
Durant l'ocupació de Roma per part de França, va abandonar la ciutat, i va tornar a la seua vila natal, Possagno. En els dos anys que hi va viure, es va dedicar exclusivament a la pintura.
El mateix Canova tenia dubtes sobre la seua producció artistica sobre llenç. No obstant això, en les seues pintures es mostren de manera transparent tant la forta emotivitat de l'artista com les innovacions que anava introduint en la seua producció estatuària oficial.
Als seus íntims, Canova els confessava que pintava per a si mateix, i això fa comprendre millor la seua timidesa en mostrar al públic aquestes obres que, de vegades, gairebé amagava. No és estrany, per tant, que la seua obra pictòrica romanguera gairebé en la seua totalitat en mans de l'artista: avui dia és possible contemplar-ne la col·lecció al Museu Gipsoteca Canoviana de Possagno, en la que va ser la seua casa natal. S'hi troben al voltant de 300 obres de l'artista, en bona part procedents de l'estudi romà de Canova.
Entre els seus llenços s'hi troba un autoretrat, un retrat de T. Lawrence i Les tres Gràcies, oli sobre llenç del 1799 i la Lamentació sobre Crist mort, Possagno, 1800.

## Influència de l'art grec

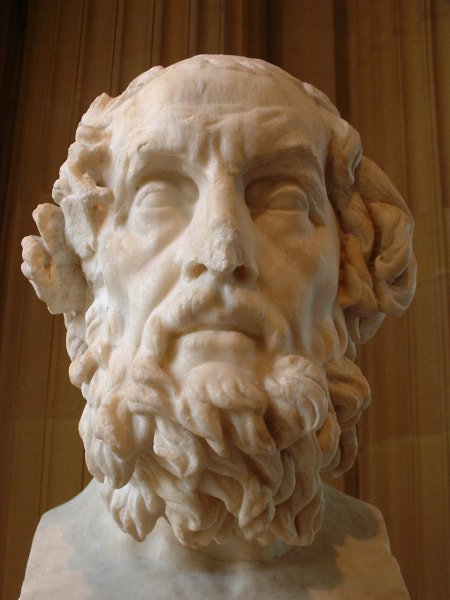
Homer, còpia romana del

Canova va tenir el gran mèrit artístic, més que qualsevol altre escultor, de fer reviscolar a les seues obres l'antiga bellesa de les estàtues gregues; però sobretot la gràcia, no ja entesa com a epidèrmica sensualitat rococó, sinó com una qualitat, que només mitjançant el control de la raó pot transformar els aspectes bells, i subtilment sensuals, en un ideal que l'artista només pot representar evitant les passions violentes i els gestos exasperats.
Canova havia estudiat les tècniques dels antics escultors grecs: des del dibuix (esbós), idea inicial d'una obra, passava a l'esbós en terracota, en argila crua o en cera, materialitzant aviat la forma real de l'obra.
La segona fase era la dedicada a l'estàtua en argila sobre la qual es colava el guix. Sobre aquest model es fixaven les marques que, mitjançant l'ús un compàs especial (pantògraf), servien per a traslladar al marbre les proporcions exactes del model en guix.
Algunes d'aquestes obres en guix, plenes de marques, són avui dia peces úniques al món i considerades vertaderes obres mestres, atès que ja no existeixen els seus originals en marbre per haver estat destruïts o perduts. Entre altres, cal esmentar el monument a George Washington, destruït en un incendi als Estats Units, el bust de Joachim Murat i el de Carolina Bonaparte, reis de Nàpols.
També va veure's influït pels clàssics de la literatura grega, que solia fer-se llegir mentre treballava; i sobretot, per les obres d'Homer. Canova era també un gran treballador, capaç de restar al taller 12 o 14 hores al dia sense cap pausa. Aquests fets estan reflectits en la correspondència amb el seu amic Melchior Cesarotti.

## L'estil inconfusible
Antonio Canova treballà pels papes, sobirans, emperadors i prínceps d'arreu del món. En les seues escultures solia usar marbre blanc, el qual reeixia a fer-lo harmoniós, modelant-lo amb plasticitat i gràcia, finor i lleugeresa, de manera que les seues figures semblaven gairebé disposar de moviment; viure en la seua immobilitat.
Una altra característica peculiar del seu talent era el polit de les seues obres, sempre refinat al màxim, gràcies al qual les seues obres gaudien d'un especial efecte de lluminositat que n'accentuava la natural i esplèndida bellesa; una bellesa radiant de puresa, segons els cànons del classicisme més ortodox, la representació de la bellesa idealitzada, eterna i universal.

## Classificació de les seues obres
La classificació de les obres de Canova pot fer-se dividint la seua producció en dues categories principals; els monuments fúnebres i les al·legories mitològiques.

### Monuments fúnebres

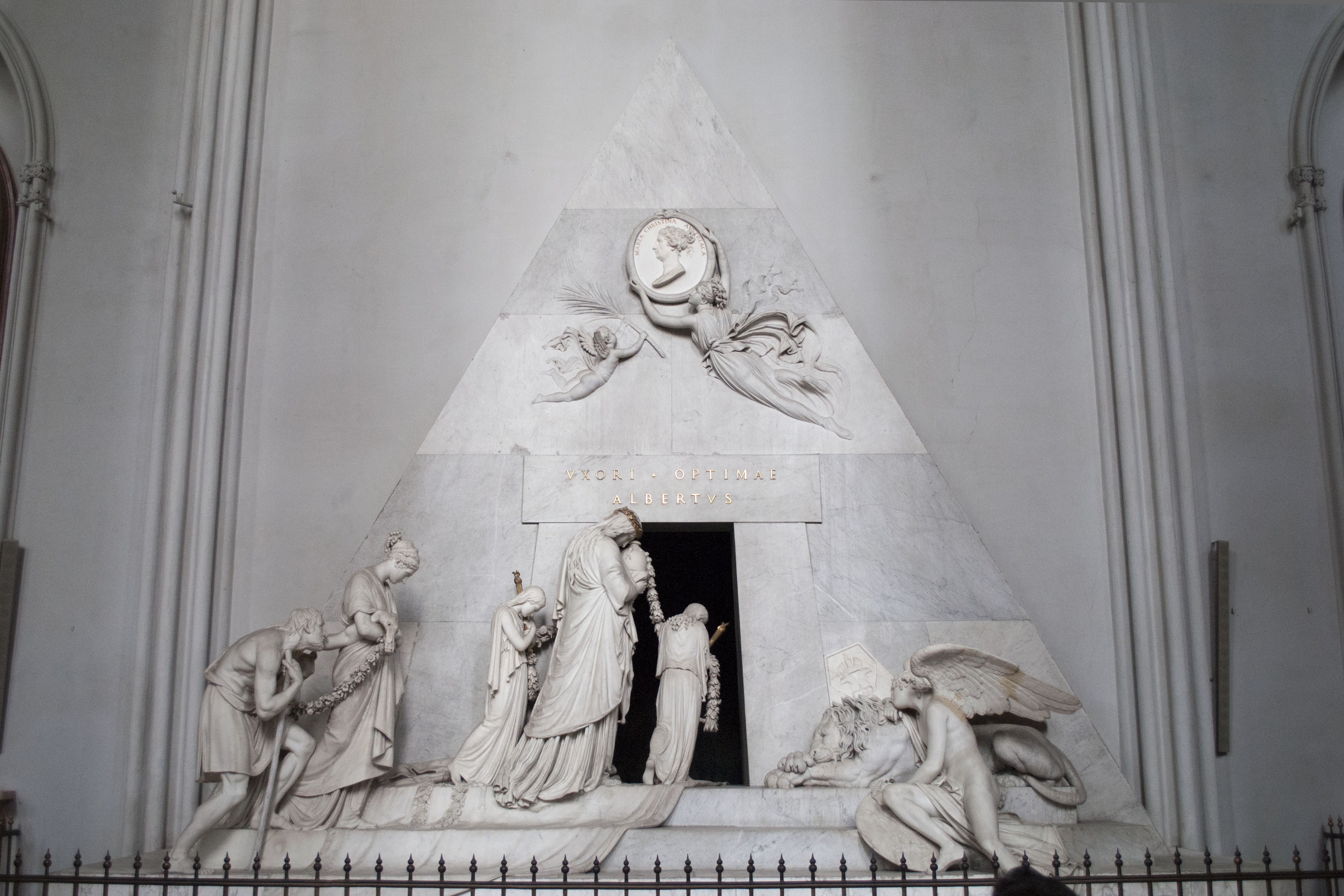
Monument fúnebre de Maria Cristina d'Àustria

Pertanyen al primer grup els monuments fúnebres realitzats entre 1782 i 1819, per a:
- Climent XIII, (Roma, Basílica de Sant Pere al Vaticà, 1787 - 1792, marbre).
- Climent XIV, (Roma, Basílica dels Sants Apòstols, 1787, marbre).
- Stuardi, (Roma, Basílica de Sant Pere del Vaticà, 1817 - 1819, marbre),
- Vittorio Alfieri, (Florència, Basílica de la Santa Creu), 1806 - 1810, marbre.
- Francesco Pesaro, (Venècia, Museu Correr, 1799, marbre).
- Maria Cristina d'Àustria, (Viena, Augustinerkirche, 1798-1805, marbre).

En el cas dels monuments fúnebres, Canova solia adoptar l'esquema clàssic, amb tres nivells superposats.
Als monuments dedicats als papes, Climent XIII i Climent XIV, al primer nivell s'hi troben les estàtues que representen les imatges al·legòriques, que pretenen indicar el sentit de la mort.
Al segon nivell se situa l'element central del monument; el sarcòfag. Al tercer nivell, dominant el conjunt des de dalt, l'estàtua que representa el Papa. Aquest era un esquema consolidat que especialment havia caracteritzat gairebé tota la producció relativa als monuments fúnebres del segle xiv.
Al monument a Maria Cristina d'Àustria, això no obstant, Canova eludeix la tradició aportant-hi una variació; introdueix una representació d'ultratomba, idealitzada amb una piràmide vers la qual s'acosta un petit seguici fúnebre en l'intent de creuar el llindar que separa la vida de la mort.
Als monuments en forma d'estela, Canova evoca el reflex de les innombrables esteles funeràries de l'antiga Roma.

#### El tema de la mort
La representació de la mort als monuments fúnebres fou un tema específic i característic de tot el període del neoclassicisme; i van ser molts els artistes que el van interpretar.
No és estrany, per tant, que, a l'època, també el poeta Ugo Foscolo reafirmara la importància dels sepulcres, com a memòria del passat i record dels grans personatges que havien marcat la història, mereixent tant l'exaltació de llur valor com el reconeixement de llurs virtuts.
A diferència del període barroc, al qual la mort era considerada un tema esfereidor, funest i macabre, a l'art neoclàssic la mort era idealitzada com el moment culminant de la pròpia vida.

### Temes mitològics

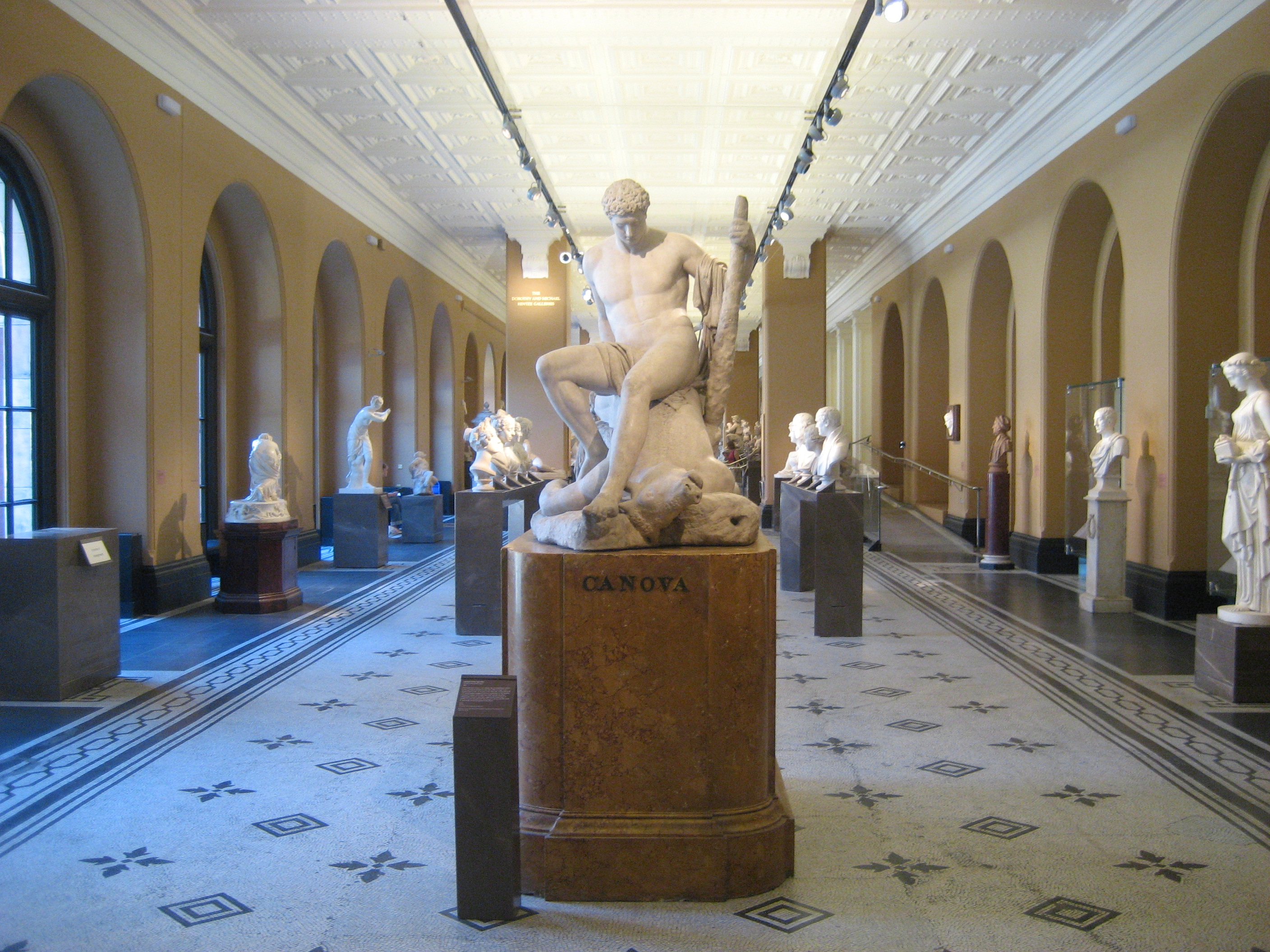
Teseu sobre el Minotaure

En la representació dels temes mitològics s'evidencia, en tota la seua immediatesa i més encara que en altres obres, el lligam amb l'escultura grega i hel·lenística.
Les formes anatòmiques són d'una perfecció única, el moviment dels gestos sempre contingut i moderat, les interferències psicològiques s'hi troben sempre absents o transformades i elaborades en una tímida expressió. Tot el conjunt de la composició gaudeix d'un màgic equilibri i estatisme.

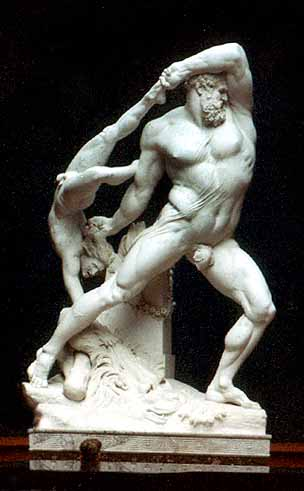
Hèrcules i Licas

Per a les seues composicions, Canova tria sempre el moment escènic essencial, clàssic: el moment del pathos. Com a exemple extraordinari cal esmentar el Teseu sobre el Minotaure.
L'artista, per suggeriment de Gavin Hamilton, decidí abandonar la idea inicial de representar les dues figures en plena lluita. A Canova no li interessava representar la dinàmica de la lluita entre Teseu i l'horrible criatura meitat home i meitat bou, que és el Minotaure. Va triar un moment diferent, menys dinàmic però més ric de fascinació, d'interioritat; el moment final de la despietada lluita per vèncer el Minotaure; exhaurida ara tota l'energia, Teseu es recolza sobre el cos del Minotaure, en un gest d'extrema serenitat i pròxim a la pietat. I és justament en aquest moment quan la narració surt de la història, llueix amb llum pròpia i esdevé mite etern i universal. No és estrany que la fama i el prestigi internacional li arribaren a Canova arran de la realització d'aquesta obra.
L'any 1795, l'artista, sota comanda de don Onorato Gaetani dei conti di Aragoni, va realitzar el grup Hèrcules i Licas. En aquesta obra, Canova afronta la representació de l'acció en el seu complet desenvolupament, mostrant Hèrcules mentre llança a Licas, arquejant-se com un llançador de disc antic. D'aquesta manera, l'escena està continguda en un esquema circular que tanca l'acció.

## Napoleó

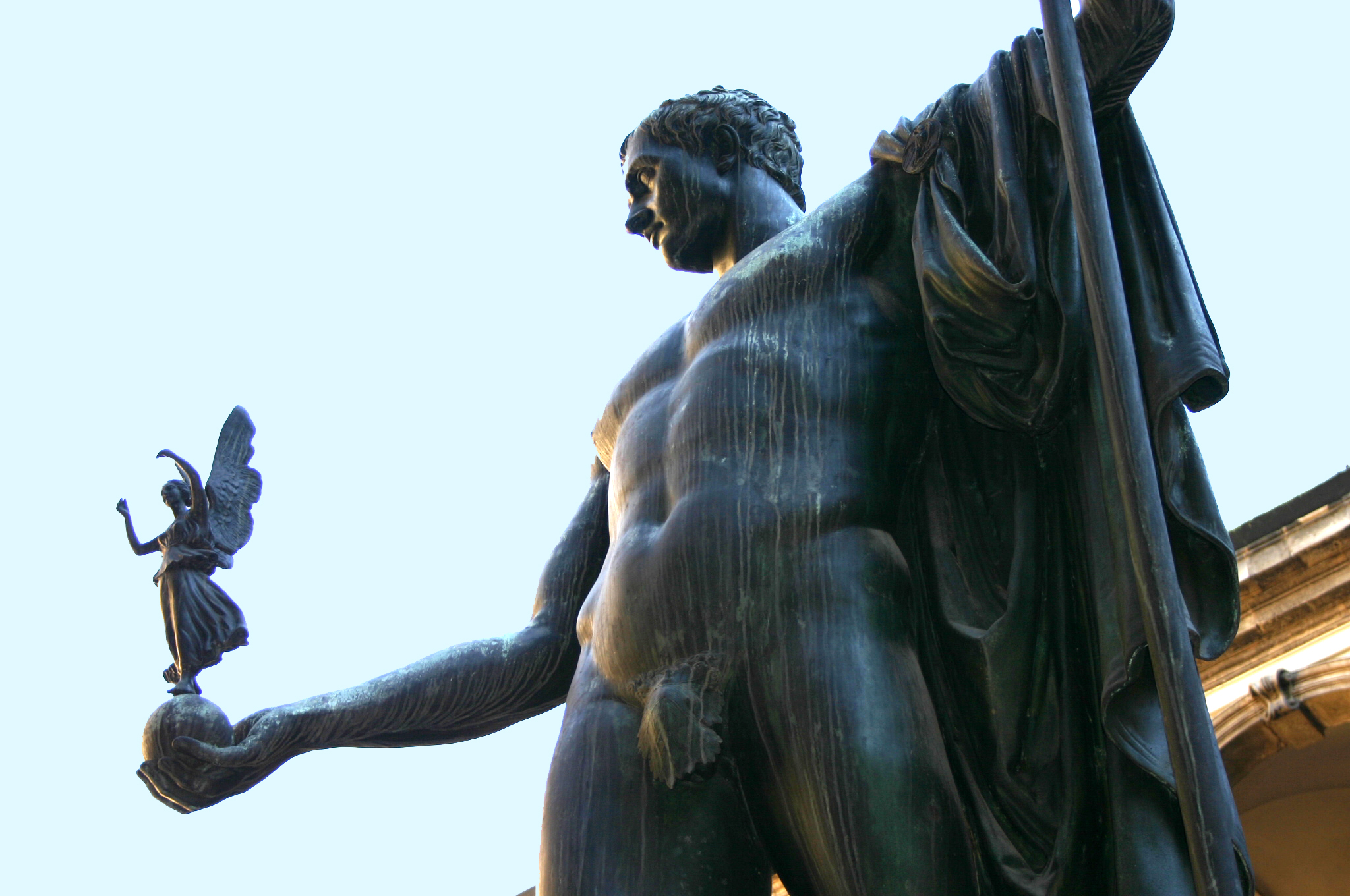
Estàtua de Napoleó situada al claustre de la Pinacoteca di Brera, Milà

Durant el període napoleònic, Canova va ser designat per l'emperador Napoleó Bonaparte com a retratista escultòric oficial. D'aquesta manera, l'artista va realitzar moltes escultures de l'emperador, entre les quals cal destacar el Monument a Napoleó I en bronze que actualment es troba a l'Accademia di Brera, a Milà. En referència a aquesta obra cal recordar l'anècdota que refereix a un Napoleó irritat amb l'audàcia de l'artista, fins al punt d'haver rebutjat l'estàtua perquè s'avergonyia d'haver estat representat nu, personificat com Mart el Pacificador.
El període napoleònic va ser per a Canova una època molt fecunda des del punt de vista artístic, tot i que mai no va voler esdevenir artista de la cort francesa de l'emperador.
Una de les més famoses escultures dedicades a la família imperial és la que representa a Paulina Bonaparte, germana de Napoleó, seminua, recolzada sobre un triclini romà, amb una poma en la mà, com una al·legoria de Venus vencedora.
Aquesta representació palesa l'influx de la iconografia més estimada per Ticià.
Mentrestant la seua fama creixia més i més, a Itàlia i a l'estranger, i augmentaven considerablement les comandes de tot Europa.

## Càrrecs institucionals
A més de la seua activitat creativa, Canova va gaudir de diversos càrrecs institucionals. L'acadèmia de Sant Lluc li va confiar la tutela i valorització del patrimoni artístic. L'any 1802 va ser nomenat "Inspector General de les Antiguitats de l'Estat de l'Església".
L'any 1815, després de la desfeta de Waterloo i la caiguda de Napoleó, Canova, que aleshores es trobava a París en companyia del seu germanastre per part de mare, Giovanni Battista Sartori, qui fou un dels seus més vàlids col·laboradors, que sempre l'acompanyava i li va fer de secretari i amic durant tota la seua vida, va empenyar-se en obtenir, amb Dominique Vivant Denon i mitjançant una hàbil acció diplomàtica, la restitució i la repatriació de les nombroses i precioses obres d'art que, per ordre de l'emperador, havien estat espoliades i traslladades il·legalment a França per l'exèrcit napoleònic. Entre aquestes obres destaquen els cavalls de Sant Marc de Venècia.
El Papa Pius VII, com a senyal tangible del seu reconeixement i de gratitud per aquesta tasca de defensa del patrimoni artístic italià, li va concedir el títol nobiliari de Marquès d'Ischia.

## Mort

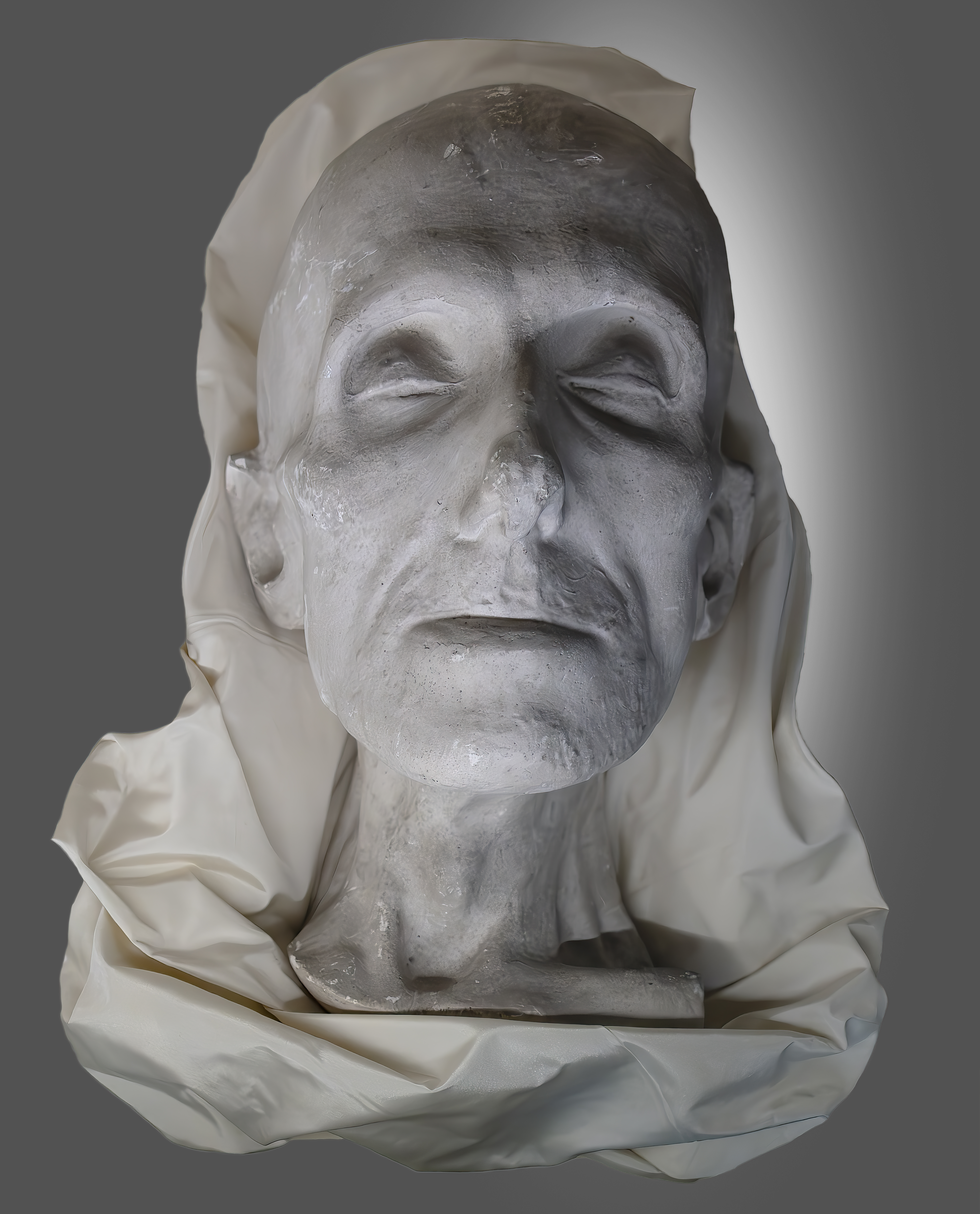
Màscara funerària d'Antonio Canova Museu Correr

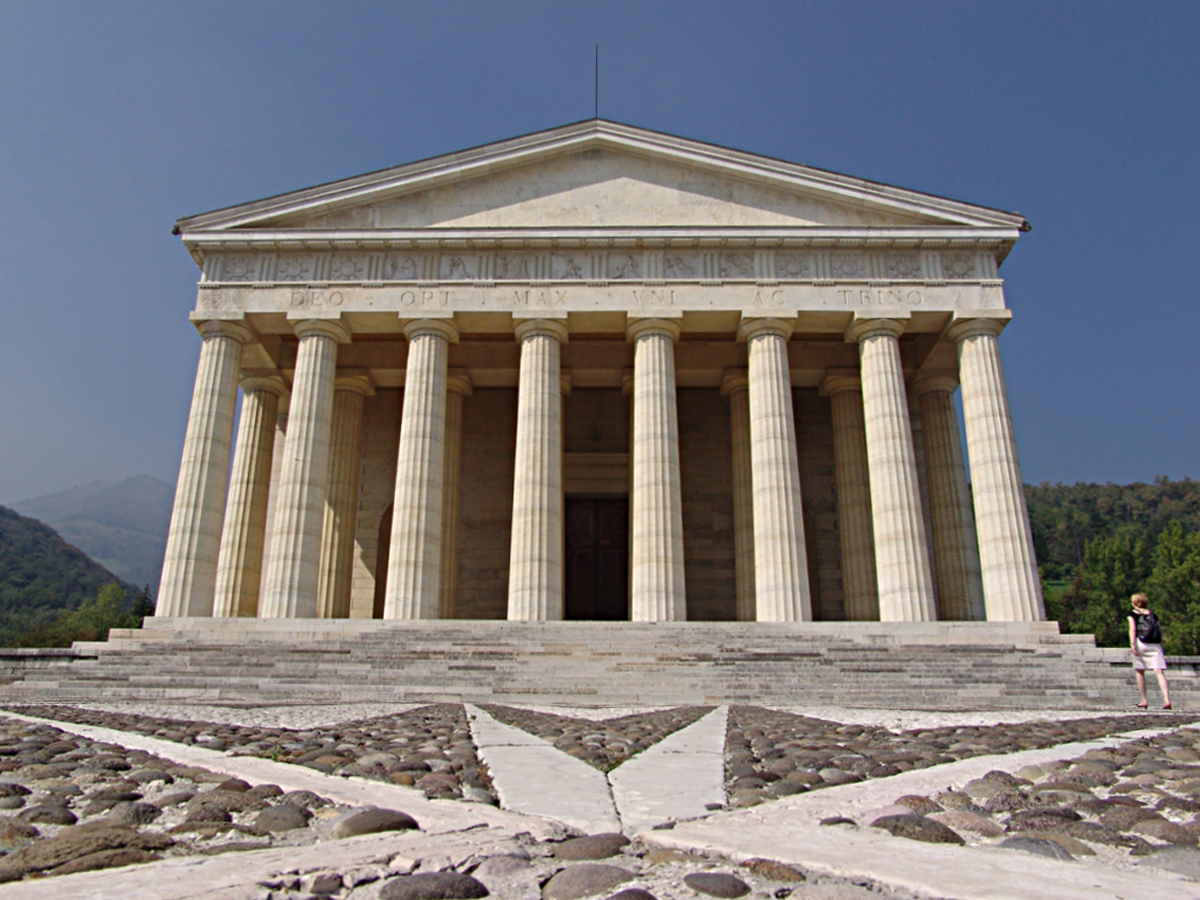
Il Tempio de Canova a Possagno

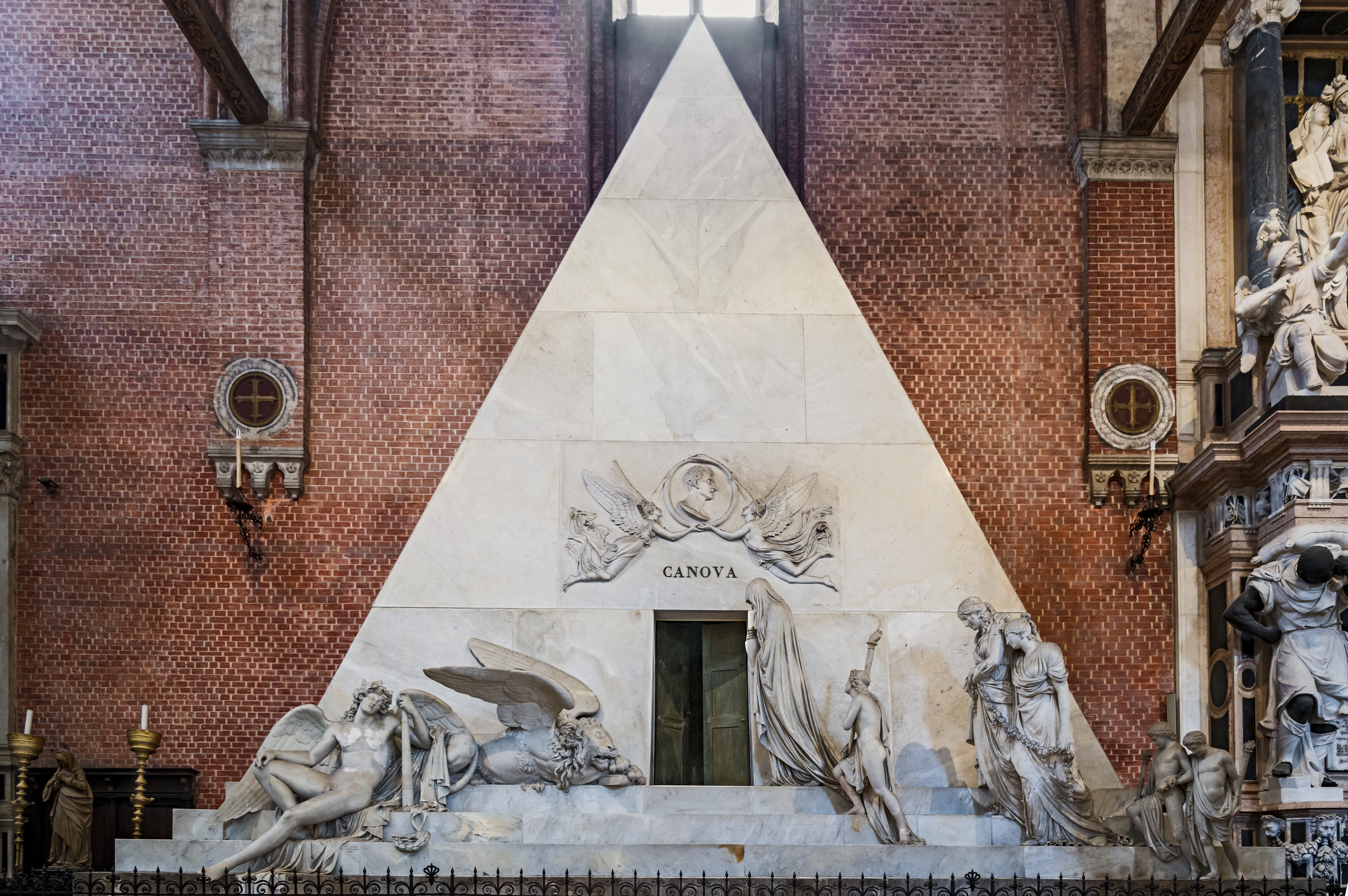
Cenotafi de Canova a Venècia

Canova va morir a Venècia el matí del 13 d'octubre de 1822, mentre es trobava allotjat a casa del seu amic Francesconi, en una etapa intermèdia del seu viatge de retorn a Roma.
Deixà com a hereu universal el seu germanastre, l'abat Giovanni Battista Sartori.
El sepulcre que custodia les seues despulles es troba a Possagno, la seua vila natal, a la província de Treviso, lloc que ell mateix, tres anys abans de morir, al juliol de 1819, va visitar personalment i on va projectar i va fer edificar al seu cost Il Tempio (El Temple), posant-ne personalment la primera pedra.
Aquest edifici majestuós, dedicat a la Santíssima Trinitat, és una església parroquial que només va ser conclosa deu anys després de la mort de l'artista.
En el mateix Tempio, l'any 1832 i per desig del germanastre, van ser traslladades, com a lloc definitiu, les despulles de l'artista des de la vella església parroquial on s'havien conservat des de l'any 1830. En aquest Temple, ideat i desitjat per Canova i que va voler oferir als seus conciutadans, es troba actualment la seua tomba.
El seu cor es conserva a l'interior del cenotafi que els seus deixebles li van voler dedicar a Venècia, a l'església de Santa Maria Gloriosa dei Frari, nau dreta.
La seua mà es troba a l'Acadèmia de Belles Arts de Venècia.

## Museu "Gipsoteca Canoviana" de Possagno
La casa natal d'Antonio Canova a Possagno és avui dia un museu que recull la pinacoteca de l'artista (olis sobre llenç i pintures al tremp), alguns dibuixos i gravats de les obres, i molts records. Junt a la casa s'hi troba la Gipsoteca canoviana, un enorme edifici en forma basilical, sorgit per desig del germanastre de l'artista, Giovanni Battista Sartori (1775-1858), i projectat (1836) per l'arquitecte venecià Francesco Lazzari (1791-1871) per recollir els models en guix (gipsoteca significa de fet "recull de guixos"), els esbosos en terracota i alguns marbres que es trobaven a l'estudi de l'artista a Roma en el moment de la seua mort.
L'any 1826, Sartori va tancar l'estudi romà. Les obres van arribar a Possagno després de setmanes de transport per terra (amb carros tirats per bous) i per mar. L'any 1853, tots els edificis i les col·leccions de la gipsoteca i de la casa van ser cedits per Sartori a la vila de Possagno. La Gipsoteca canoviana va ser ampliada l'any 1957, amb ocasió del 200 aniversari del naixement de l'artista, amb una nova ala projectada per l'arquitecte venecià Carlo Scarpa (1906-1978).
A Possagno, en la casa natal, Canova trobà sovint l'ambient adequat per a reposar de l'enorme càrrega de treball que li suposaven les comandes a Roma. Al reu "retir" de Possagno, mancant-li el marbre, l'artista es dedicava a la pintura per alleugerir el seu esperit (definia les pintures al tremp, que feia a la "torreta" de la Casa, els seus "lleures"), mentre els habitants de Possagno solien dedicar-li festes i alimares quan tornava a Possagno dels seus viatges a Viena, París i Roma.
El recull del centenar de guixos conservats a la Gipsoteca de Possagno és el testimoni del treball continu i difícil que Canova dedicava a les seues obres: de fet les estàtues de Canova gairebé mai no naixien del treball directe i intuïtiu del marbre, sinó després d'un metòdic i precís estudi, del dibuix a l'argila, del guix al marbre. El model en guix, particularment, es realitzava amb un colat sobre un "negatiu" obtingut de la precedent obra en argila. Sobe el guix es col·locaven les marques, les tatxes de bronze encara visibles a les estàtues de Possagno, que permetien - amb l'ajut del pantògraf - traslladar les mesures i les proporcions del guix al marbre.
Tot i que Canova treballava amb els seus 12 col·laboradors que inicialment esbosaven l'escultura, posteriorment ell mateix la rematava amb els darrers retocs, polint-la i donant-li els matisos. Les escultures semblaven amb vida perquè impregnava l'esponja en l'aigua del poal on deixava els instruments bruts i després la passava pel marbre porós per a finalment posar-hi cera fins a obtenir el color de la pell. Moltes escultures durant la seua restauració han estat fetes malbé perquè hom pensava que estaven brutes.

## Obres

### Escultures

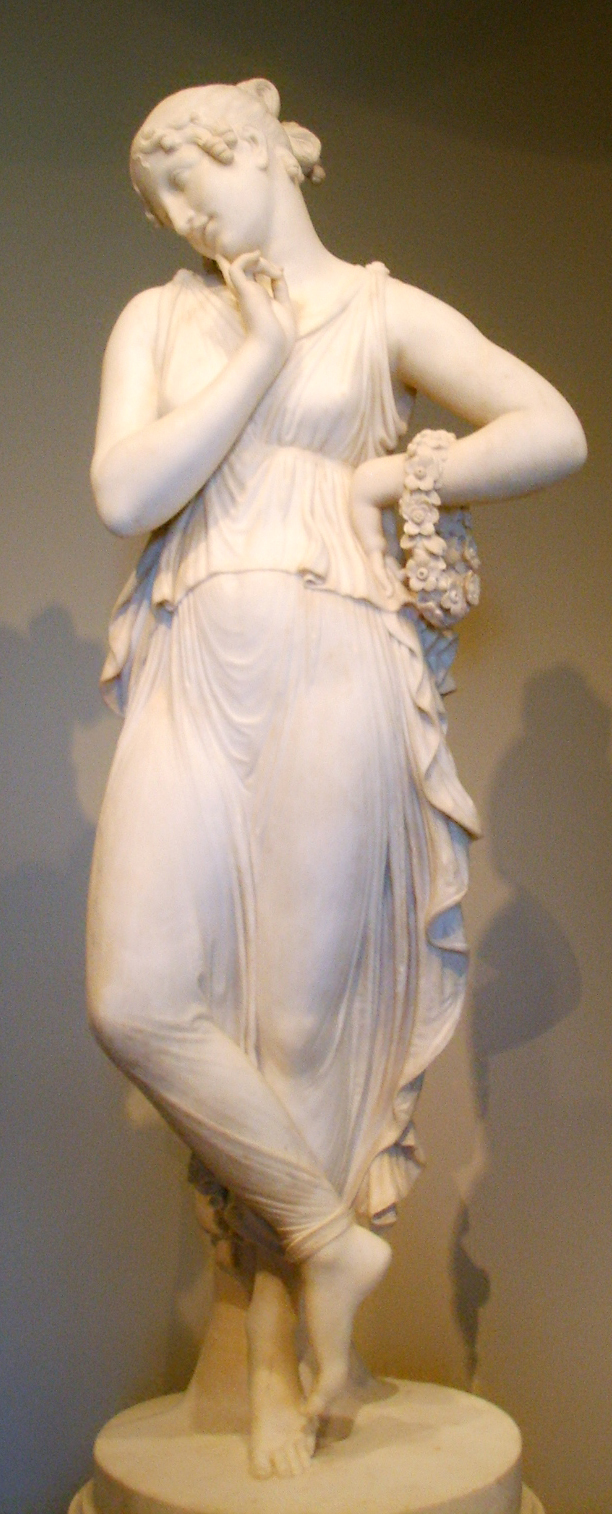
Ballarina amb el dit a la barbeta, National Gallery de Washington

- Hèrcules i Licas (escultura en marbre, Gipsoteca Canoviana, Possagno, TV).
- Teseu sobre el Minotaure (grup escultòric en marbre, 145,5 x 158,7 cm., 1781-1783, Victoria and Albert Museum, Londres).
- Bust de Napoleó (marbre, Castell de Fontainebleau).
- Bust del Cardenal Fesch (Musée Napoléonien de l'Hotel de la Ville, Ajaccio).
- La Pau (escultura en marbre, conservada fins a l'any 1953 a Sant Petersburg, després traslladada al Museu d'Art Occidental i Oriental de Kíev).
- Ballarina amb el dit a la barbeta (estàtua in marbre, 177 cm., 1809-1823, National Gallery of Art, Washington).
- Nàiade (marbre, 80 x 190 cm., 1815-1823, National Gallery of Art, Washington).
- Relleu Missirini, anteriorment al Cementiri Monumental de Forlì, actualment a la Pinacoteca Civica de Forlì.
- Sepulcre de la família Matteucci (per a la comtessa Guarini Matteucci va ser realitzada l'Hebe del 1816), al Cementiri Monumental de Forlì.
- Sepulcre de la família Reggiani-Romagnoli, al Cementiri Monumental de Forlì.
- Sepulcre de la família Saffi, al Cementiri Monumental de Forlì.
- Monument fúnebre d'Antonio Manzoni, Església de la Santíssima Trinitat, Forlì.
- Eros i Psique, a Vil·la Carlotta, Tremezzo (Como).

#### Obres de datació precisa
- Orfeu i Eurídice (grup escultòric en marbre, 1775-1776, Museu Correr, Venècia).
- Dèdal i Ícar (grup escultòric en marbre, h.cm.182, 1777-1779, Museu Correr, Venècia)
- Teseu sobre el Minotaure (grup escultòric en marbre, h. cm 145,5x158,7, 1781/1783, Victoria and Albert Museum, Londres).
- Monument funerari de Climent XIV (marbre de Carrara, travertí i lumachella, cm 740x590x295, 1783–1787, Basilica dei Santi Apostoli, Roma,).
- Monument funerari de Climent XIII (marbre de Carrara, travertí i lumachella, cm 820x630x254, 1783–1792, Basílica de Sant Pere del Vaticà, Roma).
- Dansa dels fills d'Alcínou (relleu en guix, mai traduït a marbre, cm 122x249, Gipsoteca Canoviana, Possagno).
- Mort de Sòcrates (relleu en guix, mai traduït a marbre, cm 122x249, Gipsoteca Canoviana, Possagno).
- Les troianes presentant el peplos a Pal·les Atenea (relleu en guix, mai traduït a marbre, cm 120x266, Gipsoteca Canoviana, Possagno).
- El bes d'Amor i Psique (grup escultòric en marbre, cm 155x168, 1787–1793, Museu del Louvre, París).
- Adonis i Venus (grup escultòric en marbre, h. cm 185, 1789-1794, Museu d'Art i d'Història, Ginebra).
- Amor i Psique dempeus (grup escultòric en marbre, h. cm. 150, 1800–1803, Museu de l'Ermitage, Sant Petersburg).
- Amore i Psiche (grup escultòric en marbre, 1796–1800, Museu del Louvre, París).
- Amor i Psique (estudi en terra cuita, h. cm 16, al voltant de 1787, Gipsoteca Canoviana, Possagno).
- Venus i Adonis (terra cuita, h. cm 30, al voltant de 1787, Gipsoteca Canoviana, Possagno).
- Magdalena penitent (marbre, h. cm 90, 1793–1796, Palau Doria Tursi, Gènova).
- Hèrcules i Licas (marbre, h. cm 335, 1795–1815, Galleria Nazionale d'Arte Moderna, Roma).
- Creugante e Damosseno, (I Pugilatori) (grup escultòric en marbre, h. cm 225 e cm 215, 1795–1806, Museus Vaticans, Roma).
- Hebe (marbre, h. cm 157, 1795–1799, Nationalgalerie, Berlín).
- Ballarina amb les mans als malucs (marbre, 1812,).
- Hebe (marbre, 1800–1805, Museu de l'Ermitage, Sant Petersburg).
- Hebe (marbre, 1810–1812, Devonshire Collection, Chatsworth).
- Hebe (marbre, darrere de les quatre versions realitzades, h. cm 175, 1816, Pinacoteca Civica, Forlì)
- Venus (1820, City Art Gallery, Leeds).
- Donar menjar als famolencs (abans denominat: La bona mare o L'escola dels infants) (guix, mai traduït al marbre, cm 120 x 124, 1795–1796, Gipsoteca Canoviana, Possagno).
- Ensenyar als ignorants (guix, mai traduït al marbre, cm 120 x 124, 1795–1796, Gipsoteca Canoviana, Possagno).
- Monument fúnebre de Francesco Pesaro (fusta i cera, cm 34 x 51 x 23, 1799, Museu Correr, Venècia).
- Lamentació de Crist mort (guix, cm 92 x 73, 1800, Gipsoteca Canoviana, Possagno).
- Perseu amb el cap de la Medusa (marbre, h. cm 235, 1797-1801, Museu Pio Clementino, Museus Vaticans, Roma).
- Monument funerari de Maria Cristina d'Àustria (marbre, h. cm 574, 1798-1805, Augustinerkirche, Viena).
- Venus Itàlica (marbre, h. cm 172, 1804–1811, Galleria Palatina del Palazzo Pitti, Florència).
- Estela funerària de Giovanni Volpato (marbre, cm 185 x 122, 1804–1807, Basilica dei Santi Apostoli, Roma).
- Napoleó Bonaparte com Mart Pacificador (marbre, h. cm 340, 1803–1806, Apsley House, Londres).
- Retrat del Papa Pius VII (marbre, h. cm 59 x 50 x 35, 1804–1807, Promoteca Capitolina, Roma).
- Letizia Ramolino Bonaparte (terra cuita, cm 28,5 x 12 x 21, 1804, Gipsoteca Canoviana, Possagno).
- Paolina Borghese Bonaparte com Venus Vencedora (marbre, llargària cm 200, 1804–1808, Galeria Borghese, Roma).
- Monument funerari de Vittorio Alfieri (marbre, cm 480 x 360, 1806–1810, Basilica Santa Croce, Florència).
- Lament a la Comtessa De Haro (marbre, cm 186 x 220, 1806–1808, Gipsoteca Canoviana, Possagno).
- Ballarina amb címbals (marbre, h. cm 187, 1809-1814, Staatliche Museen, Berlín).
- Les tres Gràcies (grup escultòric en marbre, h. cm 182, 1812–1816, Museu de l'Ermitage, Sant Petersburg).
- Cap de Cal·líope (marbre, h. cm 46, 1812, Galeria d'Art Moderna, Florència).
- Cenotafi dels últims Stuart (marbre, cm 560 x 280 x140, 1817–1819, Basílica de Sant Pere, Roma).
- Mare de Déu (terra cuita, cm 48 x 15 18, 1817, Gipsoteca Canoviana, Possagno).
- Endimió dorment (marbre, cm 93 x 185, 1819–1822, Col·lecció del Duc de Devonshire, Chatsworth).
- L'Anunciació (guix, cm 103 x 116, 1820–1822, Tempio, Possagno).
- Esteles Justinianes (Museo Civico, Pàdua).
- Estela funerària d'Elisabetta Mellerio (Palazzo Mirto, Palerm).
- Paris (Alte Pinakothek, Múnic).
- Deposició (esbós en terra cuita, al volant de 1815, Gipsoteca Canoviana, Possagno).
- Monument a Gorge Washington (còpia en guix, l'original va ser destruït per un incendi als Estats Units, Gipsoteca Canoviana, Possagno).
- Bust de Joachim Murat (còpia en guix, l'original va ser destruït, Gipsoteca Canoviana, Possagno).
- Bust de Carolina Bonaparte (còpia en guix, l'original va ser destruït, Gipsoteca Canoviana, Possagno).
- Autoretrats (bust en marbre, Gipsoteca Canoviana, Possagno).
- Eros, (estàtua del príncep Lubomirski) (1788-1793, Castello, Lancut).
- Cistells de fruita, (dos) (marbre, 1774, Museu Correr, Venècia).
- Ninfa dorment (marbre, llarg. cm 190, al voltant de 1820, obra encarregada per Lord Londonderry, Victoria and Albert Museum, Londres).
- Amoret alat (1788–1793, Museu de l'Ermitage, Sant Petersburg).
- Psique (marbre, 1793, Kunsthalle, Bremen).
- Napoleó (Bust en guix, 1802).
- Ferran IV (1822, Museu Nacional, Nàpols).
- George Washington (1821, Raleigh, Carolina del Nord).
- Les Gràcies (grup en marbre, 1812-1816, Col·lecció privada, Woburn Abbey).
- Apol·lo coronant-se (J.Paul Getty Museum, California).
- Venus i Adonis (grup escultòric en marbre, 1795, Vil·la La Grange, Ginebra).
- Monument a Angelo Emo (Museu Històric Naval, Venècia, 1795).
- Victòria Alada (bronze, 1803–1806, National Gallery of Art, Washington (districte de Columbia)).
- Retrat del Papa Pius VII (1804, Musée d'Histoire, Versalles).
- Monument del senador Giovanni Falier (1806, Església de Sant Esteve, Venècia).
- Monument del comte Alexandre de Souza Holstein (1806, Sant'Antonio dei Portoghesi, Roma).
- Ballarina (marbre, h. cm 176, 1806, Museu de l'Ermitage, Sant Petersburg).
- Retrat de Domenico Cimarosa (1808, Promoteca Capitolina, Roma).
- Retrat de Letizia Ramolino Bonaparte (1808, Devonshire Collection, Chatsworth).
- Napoleó com a Mart Pacificador (bronze, 1808, Accademia di Brera, Milà).
- Tersícore (1808-1812, Fondazione Magnani Rocca, Mariano di Parma).
- Cap d'Helena (1812, Palazzo Albrizzi, Venècia).
- Elisa Baiocchi Bonaparte com la Musa Polímnia (1812, Kunsthistorisches Museum, Viena).
- Julieta Récamier com Beatriu (1813, Museu de Belles Arts, Lió).
- Mart i Venus (1815–1822, Palau de Buckingham, Londres).
- Les Gràcies (1817–1822, Victoria and Albert Museum, Londres).
- Venus sortint de l'aigua.
- Hèctor i Àiax.
- La Guerra i la Pau.
- Estàtua d'Asclepi.

### Pintura i dibuix
- Lamentació de Crist mort, oli sobre llenç, Tempio, Possagno.
- Estudi per a la Lamentació de Crist mort, dibuix, Museo Civico, Bassano del Grappa.
- Gravat de l'Apol·lo del Belvedere, amb notes autògrafes d'Antonio Canova, Museo Civico, Bassano del Grappa.